# Rád, Pesta
Rád  este un sat în districtul Vác, județul Pesta, Ungaria, având o populație de 1.877 de locuitori (2011). 

## Demografie
Componența etnică a satului Rád
     Maghiari (96,77%)
     Romi (1,43%)
     Necunoscut (0,43%)
     Alții (1,36%)
Componența confesională a satului Rád
     Romano-catolici (49,44%)
     Luterani (11,08%)
     Fără religie (6,34%)
     Reformați (4,1%)
     Necunoscută (28,18%)
     Alte religii (3,14%)
Conform recensământului din 2011, satul Rád avea 1.877 de locuitori. Din punct de vedere etnic, majoritatea locuitorilor (96,77%) erau maghiari, cu o minoritate de romi (1,43%). Apartenența etnică nu este cunoscută în cazul a 0,43% din locuitori. Nu există o religie majoritară, locuitorii fiind romano-catolici (49,44%), luterani (11,08%), persoane fără religie (6,34%) și reformați (4,1%). Pentru 28,18% din locuitori nu este cunoscută apartenența confesională.